# Lepta
 (mai 2016).
Si vous disposez d'ouvrages ou d'articles de référence ou si vous connaissez des sites web de qualité traitant du thème abordé ici, merci de compléter l'article en donnant les références utiles à sa vérifiabilité et en les liant à la section « Notes et références ».
Albums de Arkona
Vozrozhdeniye (Возрождение)
(2004) Vo Slavu Velikim! (Во славу Великим!)
(2005)
Lepta (Лепта) est le deuxième album du groupe russe de folk metal Arkona. Il est sorti le 30 décembre 2004, chez Sound Age Production.

## Liste des titres
1. "Sotkany Veka" (Woven Ages) – 4:14
2. "Lepta O Gneve" (Song of Wrath) – 5:26
3. "Chiornye Debri Voyny" (Black Depths of War) – 4:29
4. "Zarnitsy Nashey Svobody" (Dawn of Our Freedom) – 5:40
5. "Vyidu Ya Na Volyushku" (I'll Come to the Free Lands) – 3:37
6. "Voin Pravdy" (Warrior of Truth) – 05:46
7. "Marena" – 7:24
8. "Epilog" – 1:51
9. "Oy, To Ne Vecher..." – 3:12

Le titre n° 3 est dédié à la mémoire des victimes des attentats terroristes en Russie. 
Le titre n° 9 est une chanson folklorique russe.

### Liste des titres originale (en russe)
1. "Сотканы века"
2. "Лепта о гневе"
3. "Черные дебри войны"
4. "Зарницы нашей свободы"
5. "Выйду я на волюшку"
6. "Воин правды"
7. "Марена"
8. "Эпилог"
9. "Ой, то не вечер..."

## Crédits
- Masha "Scream" - voix, claviers, flûte
- Alexei "Lesyar" Agafonov - voix (titre 3)
- Sergei "Lazar" - guitares
- Ruslan "Kniaz" - basse
- Vlad "Artist" - batterie